# Liste der Bodendenkmäler in München
Auf dieser Seite sind die Bodendenkmäler in der bayerischen Landeshauptstadt München zusammengestellt. Diese Tabelle ist eine Teilliste der Liste der Bodendenkmäler in Bayern. Grundlage ist die Bayerische Denkmalliste, die auf Basis des Bayerischen Denkmalschutzgesetzes vom 1. Oktober 1973 erstmals erstellt wurde und seither durch das Bayerische Landesamt für Denkmalpflege geführt wird. Die folgenden Angaben ersetzen nicht die rechtsverbindliche Auskunft der Denkmalschutzbehörde.

## Bodendenkmäler der Gemeinde München

### Bodendenkmäler in der Gemarkung Allach
| Lage              | Objekt | Akten-Nr.     | Bild |
| ----------------- | --- | ------------- | ---- |
| Allach (Standort) | Grabhügel vorgeschichtlicher Zeitstellung. | D-1-7734-0102 |      |
| Allach (Standort) | Untertägige mittelalterliche und frühneuzeitliche Befunde im Bereich der Katholischen Pfarrkirche St. Peter und Paul in Allach und ihren Vorgängerbauten. | D-1-7734-0132 |      |
| Allach (Standort) | Archäologische Befunde im Bereich eines Teilabschnitts des Schleißheimer Kanalsystems (Würmkanal).                                                        | D-1-7734-0198 |      |
| Allach (Standort) | Körpergräber vor- und frühgeschichtlicher Zeitstellung.                                                                                                   | D-1-7834-0081 |      |
| Allach (Standort) | Körpergräber des frühen Mittelalters. | D-1-7834-0082 |      |
| Allach (Standort) | Siedlung vor- und frühgeschichtlicher Zeitstellung. | D-1-7834-0084 |      |
| Allach (Standort) | Siedlung und verebnete Grabhügel vor- und frühgeschichtlicher Zeitstellung.                                                                               | D-1-7834-0087 |      |
| Allach (Standort) | Siedlung vor- und frühgeschichtlicher Zeitstellung. | D-1-7834-0088 |      |
| Allach (Standort) | Siedlung vor- und frühgeschichtlicher Zeitstellung. | D-1-7834-0089 |      |
| Allach (Standort) | Grabhügel mit Bestattungen der Bronzezeit und der frühen Latènezeit.                                                                                      | D-1-7834-0102 |      |
| Allach (Standort) | Brandgräber der römischen Kaiserzeit. | D-1-7834-0408 |      |

### Bodendenkmäler in der Gemarkung Aubing
| Lage              | Objekt | Akten-Nr.     | Bild           |
| ----------------- | --- | ------------- | -------------- |
| Aubing (Standort) | Brandgräber der Bronzezeit und Siedlung der späten Latènezeit. | D-1-7834-0043 |                |
| Aubing (Standort) | Viereckschanze der späten Latènezeit. | D-1-7834-0044 | weitere Bilder |
| Aubing (Standort) | Viereckschanze der späten Latènezeit und Siedlung der Bronzezeit. | D-1-7834-0045 |                |
| Aubing (Standort) | Villa rustica der römischen Kaiserzeit. | D-1-7834-0046 |                |
| Aubing (Standort) | Villa rustica der römischen Kaiserzeit. | D-1-7834-0047 |                |
| Aubing (Standort) | Turmhügel des hohen Mittelalters (Teufelsberg). | D-1-7834-0049 | weitere Bilder |
| Aubing (Standort) | Siedlung vor- und frühgeschichtlicher Zeitstellung. | D-1-7834-0050 |                |
| Aubing (Standort) | Siedlung vor- und frühgeschichtlicher Zeitstellung. | D-1-7834-0051 |                |
| Aubing (Standort) | Siedlung vor- und frühgeschichtlicher Zeitstellung. | D-1-7834-0052 |                |
| Aubing (Standort) | Körpergräber des Endneolithikums (Glockenbecherkultur), Brandgräber der Urnenfelderzeit, Grabhügel vorgeschichtlicher Zeitstellung sowie Siedlung vorgeschichtlicher Zeitstellung, unter anderem der Bronzezeit, der Urnenfelderzeit und der Hallstattzeit, und der römischen Kaiserzeit. | D-1-7834-0054 |                |
| Aubing (Standort) | Siedlung der frühen Bronzezeit und römischen Kaiserzeit, Bestattungsplatz mit Kreisgräben und Körpergräbern des Endneolithikums (Glockenbecherkultur und Schnurkeramik) und der frühen Bronzezeit sowie Bestattungsplatz mit Kreisgräben und Brandbestattungen der Urnenfelderzeit.       | D-1-7834-0056 |                |
| Aubing (Standort) | Siedlung vor- und frühgeschichtlicher Zeitstellung. | D-1-7834-0058 |                |
| Aubing (Standort) | Siedlung und Körpergräber der frühen Bronzezeit. | D-1-7834-0059 |                |
| Aubing (Standort) | Siedlung vorgeschichtlicher Zeitstellung, unter anderem der frühen Bronzezeit und Körpergräber vor- und frühgeschichtlicher Zeitstellung. | D-1-7834-0060 |                |
| Aubing (Standort) | Siedlung der späten Urnenfelderzeit und der Hallstattzeit, Körpergräber und Siedlung der späten römischen Kaiserzeit sowie Brandschüttungsgräber vor- und frühgeschichtlicher Zeitstellung.                                                                                               | D-1-7834-0061 |                |
| Aubing (Standort) | Siedlung vor- und frühgeschichtlicher Zeitstellung. | D-1-7834-0062 |                |
| Aubing (Standort) | Siedlung vorgeschichtlicher Zeitstellung, unter anderem der späten Latènezeit. | D-1-7834-0133 |                |
| Aubing (Standort) | Siedlung der Bronzezeit. | D-1-7834-0167 |                |
| Aubing (Standort) | Siedlung der römischen Kaiserzeit. | D-1-7834-0266 |                |
| Aubing (Standort) | Siedlung der Hallstattzeit. | D-1-7834-0294 |                |
| Aubing (Standort) | Untertägige Befunde im Bereich des ehemaligen Zwangsarbeiterlagers Aubing mit zugehörigen Kleinbunkern (1942–1945). | D-1-7834-0330 |                |
| Aubing (Standort) | Körpergräber des Endneolithikums (Schnurkeramik) und der frühen Bronzezeit sowie Siedlung der frühen Bronzezeit und der Hallstattzeit. | D-1-7834-0332 |                |
| Aubing (Standort) | Untertägige mittelalterliche und frühneuzeitliche Befunde im Bereich der Katholischen Pfarrkirche St. Quirin in Aubing und ihres Vorgängerbaus. | D-1-7834-0335 |                |
| Aubing (Standort) | Untertägige mittelalterliche und frühneuzeitliche Befunde im Bereich der Katholischen Hofmarkskirche Hl. Kreuz in Freiham und ihres Vorgängerbaus mit zugehörigem Friedhof. | D-1-7834-0348 |                |
| Aubing (Standort) | Untertägige mittelalterliche und frühneuzeitliche Befunde im Bereich des Hofmarkschlosses Freiham und seiner Vorgängerbauten mit zugehörigem Wirtschaftshof und barocken Gartenanlagen.                                                                                                   | D-1-7834-0349 |                |
| Aubing (Standort) | Trichtergrubenfeld und Siedlung vor- und frühgeschichtlicher Zeitstellung. | D-1-7834-0373 |                |
| Aubing (Standort) | Wüstung des späten Mittelalters. | D-1-7834-0377 |                |
| Aubing (Standort) | Siedlung vor- und frühgeschichtlicher Zeitstellung. | D-1-7834-0378 |                |
| Aubing (Standort) | Siedlung vorgeschichtlicher Zeitstellung, unter anderem des Neolithikums. | D-1-7834-0383 |                |
| Aubing (Standort) | Siedlung des späten Mittelalters und der frühen Neuzeit. | D-1-7834-0385 |                |
| Aubing (Standort) | Verebnete Viereckschanze der späten Latènezeit. | D-1-7834-0388 |                |
| Aubing (Standort) | Siedlung und Körpergräber der frühen Bronzezeit, Siedlung der Urnenfelderzeit und der Hallstattzeit sowie Siedlung und Handwerksareal der römischen Kaiserzeit. | D-1-7834-0396 |                |
| Aubing (Standort) | Bestattungsplatz mit Brandgräbern und Kreisgräben der Urnenfelderzeit sowie Siedlung vor- und frühgeschichtlicher Zeitstellung. | D-1-7834-0405 |                |

### Bodendenkmäler in der Gemarkung Berg am Laim
| Lage                                        | Objekt | Akten-Nr.     | Bild |
| ------------------------------------------- | --- | ------------- | ---- |
| Berg am Laim (Standort)                     | Körpergräber des Endneolithikums (Glockenbecherkultur) siwue Brandbestattung der Hallstattzeit.                                                                    | D-1-7835-0087 |      |
| Berg am Laim (Standort)                     | Brandgräber der Hallstattzeit. | D-1-7835-0088 |      |
| Berg am Laim (Standort)                     | Körpergräber des Endneolithikums (Glockenbecherkultur). | D-1-7835-0089 |      |
| Berg am Laim (Standort)                     | Körpergräber der frühen römischen Kaiserzeit. | D-1-7835-0090 |      |
| Berg am Laim (Standort)                     | Körpergräber der späten römischen Kaiserzeit. | D-1-7835-0091 |      |
| Berg am Laim (Standort)                     | Körpergräber der frühen Bronzezeit. | D-1-7835-0092 |      |
| Berg am Laim (Standort)                     | Siedlung der Urnenfelderzeit. | D-1-7835-0265 |      |
| Berg am Laim (Standort)                     | Siedlung der römischen Kaiserzeit. | D-1-7835-0435 |      |
| Berg am Laim (Standort)                     | Untertägige frühneuzeitliche Befunde im Bereich der Katholischen Pfarrkirche St. Michael von Berg am Laim und der ehemaligen Josephsburg.                          | D-1-7835-0520 |      |
| Berg am Laim Baumkirchner Straße (Standort) | Untertägige mittelalterliche und frühneuzeitliche Befunde im Bereich der Katholischen Filialkirche St. Stephan in Baumkirchen und ihrer Vorgängerbauten.           | D-1-7835-0550 |      |
| Berg am Laim (Standort)                     | Untertägige frühneuzeitliche Befunde im Bereich des abgegangenen Hofmarkschlosses von Berg am Laim mit barocker Gartenanlage sowie des herzoglichen Jagdschlosses. | D-1-7835-0583 |      |
| Berg am Laim (Standort)                     | Siedlung vor- und frühgeschichtlicher Zeitstellung. | D-1-7835-0595 |      |
| Berg am Laim (Standort)                     | Abgegangene Kirche der frühen Neuzeit (Maria Loreto in Berg am Laim).                                                                                              | D-1-7835-0605 |      |

### Bodendenkmäler in der Gemarkung Bogenhausen
| Lage                                                        | Objekt | Akten-Nr.     | Bild |
| ----------------------------------------------------------- | --- | ------------- | ---- |
| Bogenhausen Bogenhausen, Scheinerstraße 1 (Standort)        | Untertägige spätneuzeitliche Befunde des Wohngebäudes und der ehemaligen Remise sowie des unterirdischen Observatoriums Johann von Lamonts (1840).     | D-1-7835-0302 |      |
| Bogenhausen Bogenhausen, Neuberghauser Straße 1 (Standort)  | Untertägige mittelalterliche und frühneuzeitliche Befunde im Bereich der Katholischen Filialkirche St. Georg in Bogenhausen und ihrer Vorgängerbauten. | D-1-7835-0554 |      |
| Bogenhausen Bogenhausen, Ismaninger Straße 109 (Standort)   | Abgegangener Edelsitz der frühen Neuzeit mit Herrenhaus und barocker Gartenanlage (Edelsitz Steppberg in Bogenhausen). Siehe auch: Schloss Steppberg   | D-1-7835-0587 |      |
| Bogenhausen Bogenhausen, Neuberghauser Straße 35 (Standort) | Abgegangenes Schloss der frühen Neuzeit mit barocker Gartenanlage (Schloss Neuberghausen). Siehe auch: Schloss Neuberghausen                           | D-1-7835-0588 |      |
| Bogenhausen Bogenhausen, Törringstraße 6–20 (Standort)      | Siedlung der Urnenfelderzeit und der Hallstattzeit. | D-1-7835-0601 |      |

### Bodendenkmäler in der Gemarkung Daglfing
| Lage                        | Objekt | Akten-Nr.     | Bild |
| --------------------------- | --- | ------------- | ---- |
| Daglfing (Standort)         | Siedlung der Bronzezeit, der Hallstattzeit, der späten Latènezeit und Villa rustica der römischen Kaiserzeit (Gutshof von München-Denning) sowie Reihengräberfelder des frühen Mittelalters. | D-1-7835-0052 |      |
| Daglfing (Standort)         | Grabhügel vorgeschichtlicher Zeitstellung, Körpergräber des frühen Mittelalters, Siedlung vor- und frühgeschichtlicher Zeitstellung, unter anderem der Latènezeit und des frühen Mittelalters sowie Straßentrasse der römischen Kaiserzeit.                                                                                         | D-1-7835-0056 |      |
| Daglfing (Standort)         | Siedlung der römischen Kaiserzeit. | D-1-7835-0061 |      |
| Daglfing (Standort)         | Siedlung der älteren Bronzezeit. | D-1-7835-0062 |      |
| Daglfing (Standort)         | Siedlung der Bronzezeit. | D-1-7835-0063 |      |
| Daglfing (Standort)         | Brandgräber der Urnenfelderzeit. | D-1-7835-0064 |      |
| Daglfing (Standort)         | Siedlung vorgeschichtlicher Zeitstellung, unter anderem der späten Bronzezeit und der Hallstattzeit. | D-1-7835-0066 |      |
| Daglfing (Standort)         | Körpergräber des frühen Mittelalters. | D-1-7835-0178 |      |
| Daglfing (Standort)         | Körpergräber vor- und frühgeschichtlicher Zeitstellung. | D-1-7835-0264 |      |
| Daglfing (Standort)         | Siedlung vor- und frühgeschichtlicher Zeitstellung. | D-1-7835-0277 |      |
| Daglfing (Standort)         | Körpergräber der frühen Bronzezeit, Brandgräber der Urnenfelderzeit, Siedlung und Kreisgraben vorgeschichtlicher Zeitstellung, unter anderem der späten Bronzezeit, der Urnenfelderzeit und der Hallstattzeit, Straßentrasse der römischen Kaiserzeit sowie Siedlung mit Hofgrablegen und Reihengräberfeld des frühen Mittelalters. | D-1-7835-0511 |      |
| Daglfing (Standort)         | Untertägige mittelalterliche und frühneuzeitliche Befunde im Bereich der Katholischen Filialkirche St. Nikolaus in Englschalking. | D-1-7835-0527 |      |
| Daglfing (Standort)         | Untertägige mittelalterliche und frühneuzeitliche Befunde im Bereich der Katholischen Filialkirche St. Philipp und Jakob in Daglfing und ihrer Vorgängerbauten. | D-1-7835-0531 |      |
| Daglfing (Standort)         | Untertägige mittelalterliche und frühneuzeitliche Befunde im Bereich der Katholischen Filialkirche St. Johannes Baptist in Johanneskirchen und ihrer Vorgängerbauten mit ummauertem Friedhof. | D-1-7835-0533 |      |
| Daglfing (Standort)         | Siedlung und Brandbestattungen der Bronzezeit sowie Körpergräber der frühen Latènezeit. | D-1-7835-0600 |      |
| Daglfing München (Standort) | Bestattungsplatz mit Kreisgräben vorgeschichtlicher Zeitstellung. | D-1-7835-0610 |      |
| Daglfing (Standort)         | Verebnete Grabhügel vorgeschichtlicher Zeitstellung. | D-1-7836-0204 |      |

### Bodendenkmäler in der Gemarkung Dornach
| Lage               | Objekt | Akten-Nr.     | Bild |
| ------------------ | --- | ------------- | ---- |
| Dornach (Standort) | Siedlung der Bronzezeit und der Urnenfelderzeit, Bestattungsplatz mit Kreisgräben vorgeschichtlicher Zeitstellung, Siedlung mit Körper- und Brandgräbern der mittleren und späten Latènezeit sowie Siedlung des frühen Mittelalters. | D-1-7836-0361 |      |

### Bodendenkmäler in der Gemarkung Feldkirchen
| Lage                   | Objekt                                              | Akten-Nr.     | Bild |
| ---------------------- | --------------------------------------------------- | ------------- | ---- |
| Feldkirchen (Standort) | Siedlung vor- und frühgeschichtlicher Zeitstellung. | D-1-7836-0134 |      |

### Bodendenkmäler in der Gemarkung Feldmoching
| Lage                   | Objekt | Akten-Nr.     | Bild |
| ---------------------- | --- | ------------- | ---- |
| Feldmoching (Standort) | Archäologische Befunde im Bereich eines Teilabschnitts des Schleißheimer Kanalsystems (Würmkanal).                                                             | D-1-7734-0199 |      |
| Feldmoching (Standort) | Körpergräber der frühen Mittelalters. | D-1-7735-0005 |      |
| Feldmoching (Standort) | Siedlung und Körpergräber des frühen Mittelalters. | D-1-7735-0010 |      |
| Feldmoching (Standort) | Reihengräberfeld des frühen Mittelalters (Reihengräberfeld Feldmoching).                                                                                       | D-1-7735-0011 |      |
| Feldmoching (Standort) | Grabhügel mit Bestattungen der Bronzezeit und der frühen römischen Kaiserzeit.                                                                                 | D-1-7735-0111 |      |
| Feldmoching (Standort) | Grabhügel mit Bestattungen der Bronzezeit und der mittleren römischen Kaiserzeit.                                                                              | D-1-7735-0112 |      |
| Feldmoching (Standort) | Siedlung vor- und frühgeschichtlicher Zeitstellung. | D-1-7735-0113 |      |
| Feldmoching (Standort) | Verebnete Viereckschanze der späten Latènezeit sowie Siedlung vor- und frühgeschichtlicher Zeitstellung.                                                       | D-1-7735-0114 |      |
| Feldmoching (Standort) | Siedlung vor- und frühgeschichtlicher Zeitstellung. | D-1-7735-0115 |      |
| Feldmoching (Standort) | Siedlung vor- und frühgeschichtlicher Zeitstellung. | D-1-7735-0116 |      |
| Feldmoching (Standort) | Siedlung und Körpergräber des frühen Mittelalters. | D-1-7735-0117 |      |
| Feldmoching (Standort) | Siedlung und Bestattungsplatz mit Kreisgräben vor- und frühgeschichtlicher Zeitstellung.                                                                       | D-1-7735-0118 |      |
| Feldmoching (Standort) | Siedlung vor- und frühgeschichtlicher Zeitstellung. | D-1-7735-0119 |      |
| Feldmoching (Standort) | Reihengräberfeld des frühen Mittelalters. | D-1-7735-0120 |      |
| Feldmoching (Standort) | Siedlung vor- und frühgeschichtlicher Zeitstellung. | D-1-7735-0121 |      |
| Feldmoching (Standort) | Siedlung vor- und frühgeschichtlicher Zeitstellung. | D-1-7735-0122 |      |
| Feldmoching (Standort) | Siedlung vor- und frühgeschichtlicher Zeitstellung. | D-1-7735-0123 |      |
| Feldmoching (Standort) | Siedlung vor- und frühgeschichtlicher Zeitstellung. | D-1-7735-0124 |      |
| Feldmoching (Standort) | Siedlung vor- und frühgeschichtlicher Zeitstellung. | D-1-7735-0125 |      |
| Feldmoching (Standort) | Siedlung vor- und frühgeschichtlicher Zeitstellung. | D-1-7735-0126 |      |
| Feldmoching (Standort) | Bestattungsplatz mit Kreisgraben vorgeschichtlicher Zeitstellung.                                                                                              | D-1-7735-0127 |      |
| Feldmoching (Standort) | Siedlung vor- und frühgeschichtlicher Zeitstellung. | D-1-7735-0128 |      |
| Feldmoching (Standort) | Siedlung vor- und frühgeschichtlicher Zeitstellung. | D-1-7735-0129 |      |
| Feldmoching (Standort) | Siedlung vor- und frühgeschichtlicher Zeitstellung. | D-1-7735-0130 |      |
| Feldmoching (Standort) | Siedlung vor- und frühgeschichtlicher Zeitstellung. | D-1-7735-0131 |      |
| Feldmoching (Standort) | Siedlung vor- und frühgeschichtlicher Zeitstellung. | D-1-7735-0132 |      |
| Feldmoching (Standort) | Siedlung vor- und frühgeschichtlicher Zeitstellung. | D-1-7735-0133 |      |
| Feldmoching (Standort) | Siedlung vor- und frühgeschichtlicher Zeitstellung. | D-1-7735-0134 |      |
| Feldmoching (Standort) | Siedlung vor- und frühgeschichtlicher Zeitstellung. | D-1-7735-0135 |      |
| Feldmoching (Standort) | Grabhügel vorgeschichtlicher Zeitstellung. | D-1-7735-0186 |      |
| Feldmoching (Standort) | Siedlung vor- und frühgeschichtlicher Zeitstellung. | D-1-7735-0187 |      |
| Feldmoching (Standort) | Siedlung vor- und frühgeschichtlicher Zeitstellung. | D-1-7735-0188 |      |
| Feldmoching (Standort) | Siedlung vor- und frühgeschichtlicher Zeitstellung. | D-1-7735-0251 |      |
| Feldmoching (Standort) | Siedlung vor- und frühgeschichtlicher Zeitstellung. | D-1-7735-0259 |      |
| Feldmoching (Standort) | Untertägige mittelalterliche und frühneuzeitliche Befunde im Bereich der Katholischen Pfarrkirche St. Peter und Paul in Feldmoching und ihrer Vorgängerbauten. | D-1-7735-0289 |      |
| Feldmoching (Standort) | Archäologische Befunde im Bereich eines Teilabschnitts des Schleißheimer Kanalsystems (Alter Würmkanal).                                                       | D-1-7735-0316 |      |

### Bodendenkmäler in der Gemarkung Forstenried
| Lage                   | Objekt | Akten-Nr.     | Bild |
| ---------------------- | --- | ------------- | ---- |
| Forstenried (Standort) | Untertägige mittelalterliche und frühneuzeitliche Befunde im Bereich der Katholischen Pfarrkirche Hl. Kreuz in Forstenried und ihres Vorgängerbaus.                                                                   | D-1-7934-0281 |      |
| Forstenried (Standort) | Untertägige mittelalterliche und frühneuzeitliche Befunde im Bereich der ehemaligen Schwaige Poschetsried und des kurfürstlichen Jagdschlosses Fürstenried mit zugehörigem Wirtschaftshof und barocken Gartenanlagen. | D-1-7934-0283 |      |

### Bodendenkmäler in der Gemarkung Freimann
| Lage                | Objekt | Akten-Nr.     | Bild |
| ------------------- | --- | ------------- | ---- |
| Freimann (Standort) | Verebnete Grabhügel vorgeschichtlicher Zeitstellung. | D-1-7735-0136 |      |
| Freimann (Standort) | Reihengräberfeld des frühen Mittelalters. | D-1-7735-0137 |      |
| Freimann (Standort) | Siedlung vor- und frühgeschichtlicher Zeitstellung. | D-1-7735-0141 |      |
| Freimann (Standort) | Körpergräber der späten römischen Kaiserzeit. | D-1-7735-0261 |      |
| Freimann (Standort) | Untertägige mittelalterliche und frühneuzeitliche Befunde im Bereich der Katholischen Filialkirche Hl. Kreuz in Fröttmaning und ihrer Vorgängerbauten mit zugehörigem Friedhof. | D-1-7735-0263 |      |
| Freimann (Standort) | Hofwüstung karolingisch-ottonischer Zeitstellung, des hohen und späten Mittelalters sowie der frühen Neuzeit (Fröttmaning).                                                     | D-1-7735-0264 |      |
| Freimann (Standort) | Siedlung vorgeschichtlicher Zeitstellung. | D-1-7735-0284 |      |
| Freimann (Standort) | Archäologische Befunde im Bereich eines Teilabschnitts des Schleißheimer Kanalsystems (Dirnismaninger Kanal).                                                                   | D-1-7735-0315 |      |
| Freimann (Standort) | Körpergräber des frühen Mittelalters. | D-1-7835-0038 |      |
| Freimann (Standort) | Untertägige mittelalterliche und frühneuzeitliche Befunde im Bereich der Katholischen Filialkirche St. Nikolaus in Freimann mit zugehörigem Friedhof.                           | D-1-7835-0540 |      |

### Bodendenkmäler in der Gemarkung Germering
| Lage                 | Objekt | Akten-Nr.     | Bild |
| -------------------- | --- | ------------- | ---- |
| Germering (Standort) | Siedlung vorgeschichtlicher Zeitstellung, unter anderem des Neolithikums, der Bronzezeit, der Urnenfelderzeit, der Hallstattzeit und der Latènezeit, verebnete Viereckschanze der späten Latènezeit, Siedlung der römischen Kaiserzeit und des frühen Mittelalters sowie Brand- und Körperbestattungen der Bronzezeit, der Urnenfelderzeit, der Hallstattzeit, der Latènezeit und der römischen Kaiserzeit. | D-1-7834-0295 |      |

### Bodendenkmäler in der Gemarkung Großhadern
| Lage                  | Objekt | Akten-Nr.     | Bild |
| --------------------- | --- | ------------- | ---- |
| Großhadern (Standort) | Untertägige mittelalterliche und frühneuzeitliche Befunde im Bereich der Katholischen Kirche St. Peter in Großhadern. | D-1-7834-0340 |      |

### Bodendenkmäler in der Gemarkung Gräfelfing
| Lage                  | Objekt | Akten-Nr.     | Bild |
| --------------------- | --- | ------------- | ---- |
| Gräfelfing (Standort) | Grabhügel mit Bestattungen der mittleren Bronzezeit und der frühen Latènezeit sowie Siedlung vor- und frühgeschichtlicher Zeitstellung. | D-1-7834-0106 |      |
| Gräfelfing (Standort) | Verebnete Grabhügel vorgeschichtlicher Zeitstellung.                                                                                    | D-1-7834-0107 |      |

### Bodendenkmäler in der Gemarkung Karlsfeld
| Lage                 | Objekt                                                                                                | Akten-Nr.     | Bild |
| -------------------- | --- | ------------- | ---- |
| Karlsfeld (Standort) | Archäologische Befunde im Bereich eines Teilabschnitts des Schleißheimer Kanalsystems (Neuer Gröben). | D-1-7734-0201 |      |
| Karlsfeld (Standort) | Archäologische Befunde im Bereich eines Teilabschnitts des Schleißheimer Kanalsystems (Neuer Gröben). | D-1-7835-0592 |      |

### Bodendenkmäler in der Gemarkung Laim
| Lage            | Objekt | Akten-Nr.     | Bild |
| --------------- | --- | ------------- | ---- |
| Laim (Standort) | Untertägige mittelalterliche und frühneuzeitliche Befunde im Bereich der Katholischen Pfarrkirche St. Ulrich in Laim und ihres Vorgängerbaus mit zugehörigem Friedhof. | D-1-7835-0544 |      |

### Bodendenkmäler in der Gemarkung Langwied
| Lage                | Objekt | Akten-Nr.     | Bild |
| ------------------- | --- | ------------- | ---- |
| Langwied (Standort) | Grabhügel vorgeschichtlicher Zeitstellung. | D-1-7834-0068 |      |
| Langwied (Standort) | Grabhügel mit Bestattungen der Hallstattzeit. | D-1-7834-0069 |      |
| Langwied (Standort) | Verebneter Grabhügel mit Bestattungen vorgeschichtlicher Zeitstellung und der römischen Kaiserzeit.                                                    | D-1-7834-0071 |      |
| Langwied (Standort) | Körpergräber der frühen Bronzezeit. | D-1-7834-0072 |      |
| Langwied (Standort) | Verebnete Grabhügel vorgeschichtlicher Zeitstellung.                                                                                                   | D-1-7834-0073 |      |
| Langwied (Standort) | Siedlung und Grabenwerk vor- und frühgeschichtlicher Zeitstellung.                                                                                     | D-1-7834-0074 |      |
| Langwied (Standort) | Siedlung vor- und frühgeschichtlicher Zeitstellung. | D-1-7834-0075 |      |
| Langwied (Standort) | Siedlung vor- und frühgeschichtlicher Zeitstellung. | D-1-7834-0076 |      |
| Langwied (Standort) | Grabenwerk der Hallstattzeit und verebnete Viereckschanze der späten Latènezeit.                                                                       | D-1-7834-0077 |      |
| Langwied (Standort) | Verebnete Grabhügel vorgeschichtlicher Zeitstellung.                                                                                                   | D-1-7834-0078 |      |
| Langwied (Standort) | Körpergräber des Endneolithikums oder der frühen Bronzezeit.                                                                                           | D-1-7834-0163 |      |
| Langwied (Standort) | Siedlung vorgeschichtlicher Zeitstellung. | D-1-7834-0169 |      |
| Langwied (Standort) | Verebnete Viereckschanze der späten Latènezeit. | D-1-7834-0327 |      |
| Langwied (Standort) | Untertägige mittelalterliche und frühneuzeitliche Befunde im Bereich der Katholischen Pfarrkirche St. Michael in Lochhausen und ihrer Vorgängerbauten. | D-1-7834-0345 |      |
| Langwied (Standort) | Siedlung vor- und frühgeschichtlicher Zeitstellung. | D-1-7834-0398 |      |

### Bodendenkmäler in der Gemarkung Ludwigsfeld
| Lage                   | Objekt                                                                                       | Akten-Nr.     | Bild |
| ---------------------- | -------------------------------------------------------------------------------------------- | ------------- | ---- |
| Ludwigsfeld (Standort) | Grabhügel mit Bestattungen der Hallstattzeit sowie Siedlung vorgeschichtlicher Zeitstellung. | D-1-7734-0101 |      |

### Bodendenkmäler in der Gemarkung Milbertshofen
| Lage                     | Objekt | Akten-Nr.     | Bild |
| ------------------------ | --- | ------------- | ---- |
| Milbertshofen (Standort) | Untertägige spätmittelalterliche und frühneuzeitliche Befunde im Bereich der ehemaligen Katholischen Dorfkirche St. Georg von Milbertshofen und ihrer Vorgängerbauten mit aufgelassenem Friedhof. | D-1-7835-0028 |      |
| Milbertshofen (Standort) | Körpergräber der späten römischen Kaiserzeit. | D-1-7835-0040 |      |
| Milbertshofen (Standort) | Archäologische Befunde im Bereich eines Teilabschnitts des Schleißheimer Kanalsystems (Biedersteiner Kanal).                                                                                      | D-1-7835-0591 |      |

### Bodendenkmäler in der Gemarkung Moosach
| Lage               | Objekt | Akten-Nr.     | Bild |
| ------------------ | --- | ------------- | ---- |
| Moosach (Standort) | Siedlung vor- und frühgeschichtlicher Zeitstellung. | D-1-7834-0129 |      |
| Moosach (Standort) | Verebnete Grabhügel vorgeschichtlicher Zeitstellung. | D-1-7834-0137 |      |
| Moosach (Standort) | Grabhügel mit Bestattungen der Bronzezeit und der Hallstattzeit. | D-1-7835-0009 |      |
| Moosach (Standort) | Grabhügel vorgeschichtlicher Zeitstellung. | D-1-7835-0010 |      |
| Moosach (Standort) | Grabhügel vorgeschichtlicher Zeitstellung. | D-1-7835-0012 |      |
| Moosach (Standort) | Grabhügel vorgeschichtlicher Zeitstellung. | D-1-7835-0013 |      |
| Moosach (Standort) | Verebnete Grabhügel vorgeschichtlicher Zeitstellung. | D-1-7835-0015 |      |
| Moosach (Standort) | Siedlung der Urnenfelderzeit. | D-1-7835-0018 |      |
| Moosach (Standort) | Siedlung der Hallstattzeit sowie Siedlung und Körpergräber der mittleren Latènezeit.                                                                                         | D-1-7835-0019 |      |
| Moosach (Standort) | Brandgräber der römischen Kaiserzeit. | D-1-7835-0020 |      |
| Moosach (Standort) | Untertägige mittelalterliche und frühneuzeitliche Befunde im Bereich der Katholischen Filialkirche St. Martin in Moosach mit aufgelassenem Friedhof.                         | D-1-7835-0022 |      |
| Moosach (Standort) | Brandgräber der Urnenfelderzeit. | D-1-7835-0024 |      |
| Moosach (Standort) | Siedlung vor- und frühgeschichtlicher Zeitstellung. | D-1-7835-0271 |      |
| Moosach (Standort) | Siedlung der Bronzezeit, Siedlung mit Hofgrablegen des frühen Mittelalters sowie Siedlung des hohen und späten Mittelalters und der frühen Neuzeit.                          | D-1-7835-0580 |      |
| Moosach (Standort) | Untertägige frühneuzeitliche Befunde im Bereich des ehemaligen Hofmarkschlosses von Moosach mit abgegangenen Wirtschaftsbauten und barocker Gartenanlage (Pelkovenschlössl). | D-1-7835-0593 |      |

### Bodendenkmäler in der Gemarkung München 1
| Lage                 | Objekt | Akten-Nr.     | Bild                       |
| -------------------- | --- | ------------- | -------------------------- |
| München 1 (Standort) | Archäologische Befunde des hohen und späten Mittelalters sowie der frühen Neuzeit im Bereich der ehemaligen Münchner Herzogsburg (Alter Hof bzw. Ludwigsburg).                                                                          | D-1-7835-0167 |                            |
| München 1 (Standort) | Untertägige mittelalterliche und frühneuzeitliche Befunde im Bereich der Katholischen Stadtpfarrkirche St. Peter in München und ihrer Vorgängerbauten mit aufgelassenem Friedhof.                                                       | D-1-7835-0173 |                            |
| München 1 (Standort) | Abgegangenes Kloster des späten Mittelalters und der frühen Neuzeit mit Klosterkirche, Gruftbestattungen und zugehörigem Friedhof (Franziskanerkloster).                                                                                | D-1-7835-0314 | Bodendenkmal D-1-7835-0314 |
| München 1 (Standort) | Untertägige mittelalterliche und frühneuzeitliche Befunde im Bereich der Katholischen Metropolitan- und Stadtpfarrkirche Unserer Lieben Frau in München und Ihres Vorgängerbaus mit aufgelassenem Friedhof.                             | D-1-7835-0323 |                            |
| München 1 (Standort) | Untertägige spätmittelalterliche und frühneuzeitliche Befunde im Bereich der Griechisch-Orthodoxen Kirche St. Salvator in München mit aufgelassenem Friedhof.                                                                           | D-1-7835-0344 |                            |
| München 1 (Standort) | Untertägige frühneuzeitliche Befunde im Bereich des herzoglichen, kurfürstlichen und königlichen Hofgartens in München und seiner älteren Bauphasen.                                                                                    | D-1-7835-0355 |                            |
| München 1 (Standort) | Untertägige spätmittelalterliche und frühneuzeitliche Befunde im Bereich der Residenz in München und ihrer Vorgängerbauten. | D-1-7835-0383 |                            |
| München 1 (Standort) | Untertägige mittelalterliche und frühneuzeitliche Befunde im Bereich der Katholischen Institutskirche St. Jakob der Armen Schulschwestern in München und des angeschlossenen Klosters (Angerkloster).                                   | D-1-7835-0387 |                            |
| München 1 (Standort) | Untertägige mittelalterliche und frühneuzeitliche Befunde im Bereich der ehemaligen Augustinerkirche St. Johannes der Täufer und Johannes der Evangelist in München mit zugehörigem Kloster und aufgelassenem Friedhof.                 | D-1-7835-0400 |                            |
| München 1 (Standort) | Archäologische Befunde im Bereich der hochmittelalterlichen Stadtbefestigung von München. | D-1-7835-0408 |                            |
| München 1 (Standort) | Untertägige mittelalterliche und frühneuzeitliche Siedlungsteile der ersten Stadterweiterung von München. | D-1-7835-0409 |                            |
| München 1 (Standort) | Archäologische Befunde im Bereich der spätmittelalterlichen Stadtbefestigung von München. | D-1-7835-0410 |                            |
| München 1 (Standort) | Untertägige mittelalterliche und frühneuzeitliche Siedlungsteile des historischen Stadtkerns von München. | D-1-7835-0411 |                            |
| München 1 (Standort) | Untertägige frühneuzeitliche Befunde im Bereich der inneren Bastionsbefestigung von München. | D-1-7835-0412 |                            |
| München 1 (Standort) | Archäologische Befunde im Bereich der frühneuzeitlichen äußeren Bastionsbefestigung von München. | D-1-7835-0413 |                            |
| München 1 (Standort) | Untertägige spätmittelalterliche und frühneuzeitliche Befunde im Bereich der zweiten Stadterweiterung von München. | D-1-7835-0414 |                            |
| München 1 (Standort) | Untertägige frühneuzeitliche Befunde im Bereich der Katholischen Kirche St. Cajetan (ehemalige Theatiner-Hofkirche) in München mit angeschlossenem Kloster.                                                                             | D-1-7835-0567 |                            |
| München 1 (Standort) | Untertägige frühneuzeitliche Befunde im Bereich der Katholischen Kirche St. Johann Nepomuk (sog. Asamkirche) in München. | D-1-7835-0568 |                            |
| München 1 (Standort) | Abgegangene Kirche der frühen Neuzeit (Herzogspitalkirche St. Elisabeth) mit dem Herzogspital, dem Josephsspital und dem Servitinnenkloster von München.                                                                                | D-1-7835-0569 |                            |
| München 1 (Standort) | Untertägige mittelalterliche und frühneuzeitliche Befunde im Bereich der Katholischen Pfarrkirche Hl. Geist und des abgegangenen Heiliggeistspitals von München und ihrer Vorgängerbauten.                                              | D-1-7835-0570 |                            |
| München 1 (Standort) | Untertägige spätmittelalterliche und frühneuzeitliche Befunde im Bereich der Katholischen Allerheiligenkirche am Kreuz in München mit aufgelassenem Friedhof.                                                                           | D-1-7835-0571 |                            |
| München 1 (Standort) | Untertägige spätmittelalterliche und frühneuzeitliche Befunde im Bereich der Katholischen Damenstiftskirche St. Anna in München mit zugehörigem Kloster und des ehemaligen Indersdorfer Klosterhofes mit abgegangener Kapelle St. Anna. | D-1-7835-0572 |                            |
| München 1 (Standort) | Untertägige frühneuzeitliche Befunde im Bereich der Katholischen Dreifaltigkeitskirche (ehemalige Kirche der Unbeschuhten Karmelitinnen) und des ehemaligen Karmelitinnenklosters von München.                                          | D-1-7835-0574 |                            |
| München 1 (Standort) | Untertägige frühneuzeitliche Befunde im Bereich der ehemaligen Klosterkirche St. Nikolaus und Maria vom Berg Karmel und dem abgegangenen Kloster der Unbeschuhten Karmeliten in München.                                                | D-1-7835-0575 |                            |
| München 1 (Standort) | Untertägige frühneuzeitliche Befunde im Bereich der Katholischen Bürgersaalkirche in München (ehemalige Bürgersaal der Marianischen Männerkongregation).                                                                                | D-1-7835-0576 |                            |
| München 1 (Standort) | Untertägige frühneuzeitliche Befunde im Bereich der Katholischen Filial- und Jesuitenkirche St. Michael in München mit dazugehörigem Jesuitenkolleg (sog. Alte Akademie).                                                               | D-1-7835-0577 |                            |
| München 1 (Standort) | Abgegangene Kirche des späten Mittelalters (St. Nikolaus). | D-1-7835-0578 |                            |
| München 1 (Standort) | Abgegangenes Kloster des späten Mittelalters und der frühen Neuzeit (Pütrich-Frauenkloster). | D-1-7835-0579 |                            |
| München 1 (Standort) | Aufgelassener Spitalfriedhof und abgegangene Kapelle (Hl. Dreifaltigkeit) der frühen Neuzeit. | D-1-7835-0594 |                            |

### Bodendenkmäler in der Gemarkung München
| Lage                                         | Objekt | Akten-Nr.     | Bild |
| -------------------------------------------- | --- | ------------- | ---- |
| München (Standort)                           | Reihengräberfeld des frühen Mittelalters | D-1-7835-0003 |      |
| München (Standort)                           | Körpergräber vor- und frühgeschichtlicher Zeitstellung. | D-1-7835-0126 |      |
| München (Standort)                           | Siedlung und Körpergräber des frühen Mittelalters. | D-1-7835-0128 |      |
| München (Standort)                           | Reihengräberfeld des frühen Mittelalters (Gräberfeld München-Giesing). | D-1-7835-0129 |      |
| München (Standort)                           | Körpergräber des frühen Mittelalters. | D-1-7835-0130 |      |
| München (Standort)                           | Siedlung vor- und frühgeschichtlicher Zeitstellung. | D-1-7835-0131 |      |
| München (Standort)                           | Körpergräber des frühen Mittelalters. | D-1-7835-0137 |      |
| München (Standort)                           | Körpergräber der späten römischen Kaiserzeit. | D-1-7835-0139 |      |
| München (Standort)                           | Körpergräber des Endneolithikums (Glockenbecherkultur) und Reihengräberfeld des frühen Mittelalters. | D-1-7835-0140 |      |
| München (Standort)                           | Körpergräber vor- und frühgeschichtlicher Zeitstellung. | D-1-7835-0145 |      |
| München (Standort)                           | Körpergräber des frühen Mittelalters. | D-1-7835-0149 |      |
| München (Standort)                           | Körpergräber des frühen Mittelalters. | D-1-7835-0151 |      |
| München (Standort)                           | Reihengräberfeld des frühen Mittelalters. | D-1-7835-0154 |      |
| München (Standort)                           | Körpergräber des frühen Mittelalters. | D-1-7835-0155 |      |
| München (Standort)                           | Körpergräber des frühen Mittelalters. | D-1-7835-0179 |      |
| München (Standort)                           | Untertägige mittelalterliche und frühneuzeitliche Befunde im Bereich der Katholischen Filialkirche St. Margareth in Sendling und ihres Vorgängerbaus mit zugehörigem Friedhof.                               | D-1-7835-0196 |      |
| München (Standort)                           | Aufgelassener Friedhof der frühen Neuzeit (Friedhof des Elisabeth-Hospitals). | D-1-7835-0267 |      |
| München (Standort)                           | Reihengräberfeld des frühen Mittelalters. | D-1-7835-0418 |      |
| München (Standort)                           | Körpergräber des frühen Mittelalters. | D-1-7835-0419 |      |
| München (Standort)                           | Aufgelassener Friedhof der frühen Neuzeit (Friedhof des ehemaligen Frauenkrankenhauses). | D-1-7835-0421 |      |
| München (Standort)                           | Untertägige frühneuzeitliche Befunde im Bereich des ehemaligen Paulanerklosters in der Au in München mit der abgegangenen Klosterkirche Hl. Karl-Borromäus, zugehörigen Wirtschaftsbauten und Gartenanlagen. | D-1-7835-0422 |      |
| München (Standort)                           | Siedlung der römischen Kaiserzeit. | D-1-7835-0424 |      |
| München (Standort)                           | Körpergräber der frühen Bronzezeit. | D-1-7835-0425 |      |
| München (Standort)                           | Untertägige Befunde des kriegszerstörten Braunen Hauses (1930–1945) sowie Vorgängerbau der späten Neuzeit.                                                                                                   | D-1-7835-0512 |      |
| München (Standort)                           | Untertägige frühneuzeitliche Befunde im Bereich ältesten Porzellanmanufaktur Münchens und den zum ehemalige Schloss Neudeck gehörigen Gartenanlagen.                                                         | D-1-7835-0513 |      |
| München (Standort)                           | Untertägige mittelalterliche und frühneuzeitliche Befunde im Bereich der Katholischen Pfarr- und Wallfahrtskirche St. Mariä Himmelfahrt von Ramersdorf und ihrer Vorgängerbauten mit zugehörigem Friedhof.   | D-1-7835-0548 |      |
| München Giesinger Berg/Ichostraße (Standort) | Abgegangene Kirche des Mittelalters und der frühen Neuzeit (alte Pfarrkirche Hl. Kreuz in Giesing). | D-1-7835-0552 |      |
| München (Standort)                           | Untertägige mittelalterliche und frühneuzeitliche Befunde im Bereich der Katholischen Pfarrkirche St. Achaz in Mittersendling mit zugehörigem Friedhof.                                                      | D-1-7835-0556 |      |
| München (Standort)                           | Untertägige frühneuzeitliche Befunde im Bereich der Katholischen Franziskanerklosterkirche und des Klosters St. Anna im Lehel in München.                                                                    | D-1-7835-0573 |      |
| München (Standort)                           | Abgegangene Kirche des späten Mittelalters und der frühen Neuzeit mit angeschlossenem Leprosenhaus und Siechenfriedhof (St. Nicolai in Schwabing).                                                           | D-1-7835-0584 |      |
| München (Standort)                           | Körpergräber vor- und frühgeschichtlicher Zeitstellung sowie abgegangener Edelsitz der frühen Neuzeit mit barocken Gartenanlagen (Sitz Neuhofen).                                                            | D-1-7835-0589 |      |
| München (Standort)                           | Abgegangene Kapelle des späten Mittelalters und der frühen Neuzeit (Hl. Kreuz in der Au). | D-1-7835-0602 |      |
| München (Standort)                           | Abgegangene Kirche der frühen Neuzeit (Mariahilfkirche). | D-1-7835-0603 |      |
| München (Standort)                           | Untertägige mittelalterliche und frühneuzeitliche Befunde im Bereich der Katholischen Filialkirche St. Nikolai am Gasteig und ihres Vorgängerbaus mit abgegangenem Leprosenhaus und Spital.                  | D-1-7835-0604 |      |
| München (Standort)                           | Abgegangenes Hofmarkschloss der frühen Neuzeit mit Kapelle Hl. Kreuz, Sommerhaus (Salettl) und barocken Gartenanlagen (Hofmarkschloss Haidhausen).                                                           | D-1-7835-0606 |      |
| München (Standort)                           | Untertägige mittelalterliche und frühneuzeitliche Befunde im Bereich der Alten Katholischen Pfarrkirche St. Johann Baptist in Haidhausen und ihrer Vorgängerbauten.                                          | D-1-7835-0607 |      |
| München (Standort)                           | Abgegangenes Schloss der frühen Neuzeit mit barocken Gartenanlagen (Preysingschloss). | D-1-7835-0608 |      |
| München (Standort)                           | Körpergräber der mittleren Latènezeit. | D-1-7935-0119 |      |
| München (Standort)                           | Körpergräber der späten römischen Kaiserzeit. | D-1-7935-0120 |      |
| München (Standort)                           | Körpergräber des frühen Mittelalters. | D-1-7935-0123 |      |
| München (Standort)                           | Körpergräber des Endneolithikums oder der frühen Bronzezeit. | D-1-7935-0125 |      |
| München (Standort)                           | Körpergräber der frühen Bronzezeit. | D-1-7935-0126 |      |
| München (Standort)                           | Körpergräber des Endneolithikums oder der frühen Bronzezeit. | D-1-7935-0129 |      |
| München (Standort)                           | Untertägige mittelalterliche und frühneuzeitliche Befunde im Bereich der Katholischen Filial- und Wallfahrtskirche St. Anna von Harlaching und ihrer Vorgängerbauten.                                        | D-1-7935-0270 |      |
| München (Standort)                           | Abgegangenes Schloss der frühen Neuzeit (Schloss Harlaching). | D-1-7935-0304 |      |
| München (Standort)                           | Untertägige mittelalterliche und frühneuzeitliche Befunde im Bereich der ehemaligen Schwaige Harthausen (Menterschwaige) und der abgegangenen Kirche St. Margaretha mit zugehörigem Friedhof.                | D-1-7935-0310 |      |

### Bodendenkmäler in der Gemarkung Neuhausen
| Lage                 | Objekt | Akten-Nr.     | Bild |
| -------------------- | --- | ------------- | ---- |
| Neuhausen (Standort) | Untertägige mittelalterliche und frühneuzeitliche Befunde im Bereich der Katholischen Filialkirche Mariä Himmelfahrt in Neuhausen und ihres Vorgängerbaus. | D-1-7835-0547 |      |

### Bodendenkmäler in der Gemarkung Nymphenburg
| Lage                   | Objekt | Akten-Nr.     | Bild |
| ---------------------- | --- | ------------- | ---- |
| Nymphenburg (Standort) | Untertägige frühneuzeitliche Befunde im Bereich von Schloß Nymphenburg mit zugehörigen Park- und Gartenanlagen und den Lustschlössern Amalienburg, Badenburg, Pagodenburg und Magdalenenklause sowie abgegangene Hofmark des Mittelalters und der frühen Neuzeit (Kemnathen) mit ehemalige Filialkirche St. Magdalena. | D-1-7834-0328 |      |
| Nymphenburg (Standort) | Körpergräber der frühen Neuzeit. | D-1-7835-0025 |      |

### Bodendenkmäler in der Gemarkung Oberföhring
| Lage                   | Objekt | Akten-Nr.     | Bild |
| ---------------------- | --- | ------------- | ---- |
| Oberföhring (Standort) | Straße der römischen Kaiserzeit und Fernweg des Mittelalters, Trassenabschnitt der sog. Salzstraße.                                                                              | D-1-7835-0029 |      |
| Oberföhring (Standort) | Burgstall des hohen und späten Mittelalters (Alte Schanze). | D-1-7835-0042 |      |
| Oberföhring (Standort) | Abschnittsbefestigung des frühen und hohen Mittelalters. | D-1-7835-0043 |      |
| Oberföhring (Standort) | Abgegangene Wallfahrtskirche des Mittelalters und der frühen Neuzeit mit aufgelassenem Friedhof und barockem Eremitorium (St. Emmeram in Chunntal).                              | D-1-7835-0045 |      |
| Oberföhring (Standort) | Brandgräber der Bronzezeit. | D-1-7835-0047 |      |
| Oberföhring (Standort) | Untertägige mittelalterliche und frühneuzeitliche Befunde im Bereich der Katholischen Pfarrkirche St. Lorenz von Oberföhring und ihrer Vorgängerbauten mit zugehörigem Friedhof. | D-1-7835-0525 |      |

### Bodendenkmäler in der Gemarkung Obermenzing
| Lage                   | Objekt | Akten-Nr.     | Bild |
| ---------------------- | --- | ------------- | ---- |
| Obermenzing (Standort) | Flachgräberfeld der mittleren Latènezeit. | D-1-7834-0090 |      |
| Obermenzing (Standort) | Körpergräber der frühen Bronzezeit. | D-1-7834-0091 |      |
| Obermenzing (Standort) | Körpergräber der frühen Latènezeit. | D-1-7834-0094 |      |
| Obermenzing (Standort) | Verebnete Grabhügel mit Brand- und Körpergräbern der Bronzezeit.                                                                                             | D-1-7834-0095 |      |
| Obermenzing (Standort) | Brandgräber und Siedlung der Urnenfelderzeit. | D-1-7834-0098 |      |
| Obermenzing (Standort) | Grabhügel mit Bestattungen der Bronzezeit. | D-1-7834-0100 |      |
| Obermenzing (Standort) | Reihengräberfeld des frühen Mittelalters sowie Siedlung vor- und frühgeschichtlicher Zeitstellung.                                                           | D-1-7834-0122 |      |
| Obermenzing (Standort) | Siedlung vor- und frühgeschichtlicher Zeitstellung. | D-1-7834-0126 |      |
| Obermenzing (Standort) | Siedlung vor- und frühgeschichtlicher Zeitstellung. | D-1-7834-0127 |      |
| Obermenzing (Standort) | Siedlung vor- und frühgeschichtlicher Zeitstellung. | D-1-7834-0130 |      |
| Obermenzing (Standort) | Untertägige mittelalterliche und frühneuzeitliche Befunde im Bereich von Schloss Blutenburg und seinen Vorgängerbauten.                                      | D-1-7834-0250 |      |
| Obermenzing (Standort) | Untertägige mittelalterliche und frühneuzeitliche Befunde im Bereich der Katholischen Filialkirche St. Wolfgang von Pipping und ihres Vorgängerbaus.         | D-1-7834-0252 |      |
| Obermenzing (Standort) | Siedlung der späten Latènezeit. | D-1-7834-0255 |      |
| Obermenzing (Standort) | Siedlung der mittleren und späten Latènezeit sowie verebnete Grabhügel mit Kreisgräben vorgeschichtlicher Zeitstellung.                                      | D-1-7834-0315 |      |
| Obermenzing (Standort) | Siedlung des hohen Mittelalters. | D-1-7834-0319 |      |
| Obermenzing (Standort) | Untertägige mittelalterliche und frühneuzeitliche Befunde im Bereich der alten Katholischen Pfarrkirche St. Georg in Obermenzing mit aufgelassenem Friedhof. | D-1-7834-0333 |      |
| Obermenzing (Standort) | Archäologische Befunde im Bereich eines Teilabschnitts des Schleißheimer Kanalsystems (Pasinger Kanal).                                                      | D-1-7834-0379 |      |

### Bodendenkmäler in der Gemarkung Pasing
| Lage              | Objekt | Akten-Nr.     | Bild |
| ----------------- | --- | ------------- | ---- |
| Pasing (Standort) | Burgstall des Mittelalters und der frühen Neuzeit (Hofmarkschloss Pasing).                                                                                    | D-1-7834-0104 |      |
| Pasing (Standort) | Grabhügel vorgeschichtlicher Zeitstellung | D-1-7834-0105 |      |
| Pasing (Standort) | Reihengräberfeld des frühen Mittelalters. | D-1-7834-0110 |      |
| Pasing (Standort) | Reihengräberfeld des frühen Mittelalters. | D-1-7834-0111 |      |
| Pasing (Standort) | Reihengräberfeld des frühen Mittelalters. | D-1-7834-0112 |      |
| Pasing (Standort) | Körpergräber des frühen Mittelalters. | D-1-7834-0113 |      |
| Pasing (Standort) | Körpergräber des Endneolithikums (Glockenbecherkultur). | D-1-7834-0115 |      |
| Pasing (Standort) | Brandgräber der römischen Kaiserzeit. | D-1-7834-0117 |      |
| Pasing (Standort) | Siedlung vor- und frühgeschichtlicher Zeitstellung. | D-1-7834-0132 |      |
| Pasing (Standort) | Körpergräber des frühen Mittelalters. | D-1-7834-0321 |      |
| Pasing (Standort) | Untertägige mittelalterliche und frühneuzeitliche Befunde im Bereich der Katholischen Pfarrkirche Mariä Geburt in Pasing und ihrer Vorgängerbauten.           | D-1-7834-0337 |      |
| Pasing (Standort) | Siedlung der römischen Kaiserzeit, Siedlung und Körpergräber des frühen Mittelalters sowie Siedlung des hohen und späten Mittelalters und der frühen Neuzeit. | D-1-7834-0387 |      |

### Bodendenkmäler in der Gemarkung Perlach
| Lage               | Objekt | Akten-Nr.     | Bild                   |
| ------------------ | --- | ------------- | ---------------------- |
| Perlach (Standort) | Körpergräber des Endneolithikums (Becherkulturen) oder der frühen Bronzezeit.                                                                                                | D-1-7835-0085 |                        |
| Perlach (Standort) | Grabhügel vorgeschichtlicher Zeitstellung. | D-1-7835-0095 |                        |
| Perlach (Standort) | Körpergräber des frühen Mittelalters. | D-1-7835-0096 |                        |
| Perlach (Standort) | Siedlung der römischen Kaiserzeit mit Mühle und Mühlgraben sowie Reihengräberfeld des frühen Mittelalters.                                                                   | D-1-7835-0448 | weitere Bilder         |
| Perlach (Standort) | Körpergräber der späten römischen Kaiserzeit und der frühen Mittelalters sowie Siedlung des frühen, hohen und späten Mittelalters und der frühen Neuzeit.                    | D-1-7835-0501 |                        |
| Perlach (Standort) | Untertägige mittelalterliche und frühneuzeitliche Befunde im Bereich der Katholischen Pfarrkirche St. Michael in Perlach und ihres Vorgängerbaus mit aufgelassenem Friedhof. | D-1-7835-0502 |                        |
| Perlach (Standort) | Untertägige frühneuzeitliche Befunde im Bereich des ehemaligen Hofmarkschlosses Perlachort in Perlach mit Wirtschaftshof und barocker Gartenanlage.                          | D-1-7835-0581 |                        |
| Perlach (Standort) | Siedlung des späten Mittelalters und der frühen Neuzeit. | D-1-7835-0599 |                        |
| Perlach (Standort) | Siedlung vor- und frühgeschichtlicher Zeitstellung. | D-1-7935-0090 |                        |
| Perlach (Standort) | Grabhügel vorgeschichtlicher Zeitstellung. | D-1-7935-0111 |                        |
| Perlach (Standort) | Viereckschanze der späten Latènezeit. | D-1-7935-0112 | weitere Bilder         |
| Perlach (Standort) | Körpergräber des Endneolithikums oder der frühen Bronzezeit, Körpergräber des frühen Mittelalters sowie Siedlung des hohen und späten Mittelalters sowie der frühen Neuzeit. | D-1-7935-0113 |                        |
| Perlach (Standort) | Siedlung und Kreisgräben vor- und frühgeschichtlicher Zeitstellung. | D-1-7935-0115 |                        |
| Perlach (Standort) | Siedlung vor- und frühgeschichtlicher Zeitstellung. | D-1-7935-0116 |                        |
| Perlach (Standort) | Siedlung vor- und frühgeschichtlicher Zeitstellung. | D-1-7935-0117 | Siedlung D-1-7935-0117 |
| Perlach (Standort) | Siedlung mit Mühlen und Werkplatz der mittleren und späten römischen Kaiserzeit.                                                                                             | D-1-7935-0262 |                        |
| Perlach (Standort) | Untertägige frühneuzeitliche Befunde im Bereich des ehemaligen Edelsitzes Schloss Perlachöd in Perlach mit barocker Gartenanlage.                                            | D-1-7935-0303 |                        |
| Perlach (Standort) | Siedlung vor- und frühgeschichtlicher Zeitstellung, unter anderem der römischen Kaiserzeit.                                                                                  | D-1-7935-0319 |                        |
| Perlach (Standort) | Siedlung vor- und frühgeschichtlicher Zeitstellung. | D-1-7935-0323 |                        |
| Perlach (Standort) | Siedlung des frühen Mittelalters | D-1-7935-0330 |                        |

### Bodendenkmäler in der Gemarkung Schwabing
| Lage                 | Objekt | Akten-Nr.     | Bild |
| -------------------- | --- | ------------- | ---- |
| Schwabing (Standort) | Körpergräber des frühen Mittelalters. | D-1-7835-0033 |      |
| Schwabing (Standort) | Burgstall des hohen oder späten Mittelalters. | D-1-7835-0181 |      |
| Schwabing (Standort) | Untertägige mittelalterliche und frühneuzeitliche Befunde im Bereich der Katholischen Pfarrkirche St. Sylvester von Schwabing und ihrer Vorgängerbauten mit zugehörigem Friedhof. | D-1-7835-0538 |      |

### Bodendenkmäler in der Gemarkung Solln
| Lage             | Objekt | Akten-Nr.     | Bild |
| ---------------- | --- | ------------- | ---- |
| Solln (Standort) | Grabhügel vorgeschichtlicher Zeitstellung. | D-1-7935-0135 |      |
| Solln (Standort) | Körpergräber der frühen Bronzezeit. | D-1-7935-0136 |      |
| Solln (Standort) | Untertägige mittelalterliche und frühneuzeitliche Befunde im Bereich der Alten Katholischen Kirche St. Johannes Baptist in Solln und ihres Vorgängerbaus. | D-1-7935-0268 |      |
| Solln (Standort) | Untertägige mittelalterliche und frühneuzeitliche Befunde im Bereich von Burgstall, Schloss und späterem Klostergut Warnberg und seiner Vorgängerbauten.  | D-1-7935-0305 |      |
| Solln (Standort) | Verebneter Turmhügel des hohen oder späten Mittelalters.                                                                                                  | D-1-7935-0326 |      |

### Bodendenkmäler in der Gemarkung Thalkirchen
| Lage                   | Objekt | Akten-Nr.     | Bild |
| ---------------------- | --- | ------------- | ---- |
| Thalkirchen (Standort) | Körpergräber des Endneolithikums oder der frühen Bronzezeit. | D-1-7835-0141 |      |
| Thalkirchen (Standort) | Körpergräber des frühen Mittelalters. | D-1-7835-0152 |      |
| Thalkirchen (Standort) | Körpergräber des frühen Mittelalters. | D-1-7835-0153 |      |
| Thalkirchen (Standort) | Untertägige mittelalterliche und frühneuzeitliche Befunde im Bereich der Katholischen Pfarr- und Wallfahrtskirche St. Maria in Thalkirchen und ihres Vorgängerbaus mit zugehörigem Friedhof. | D-1-7835-0541 |      |
| Thalkirchen (Standort) | Grabhügel mit Bestattungen der Hallstattzeit. | D-1-7935-0127 |      |
| Thalkirchen (Standort) | Grabhügel vorgeschichtlicher Zeitstellung. | D-1-7935-0134 |      |
| Thalkirchen (Standort) | Körpergräber vor- und frühgeschichtlicher Zeitstellung. | D-1-7935-0250 |      |

### Bodendenkmäler in der Gemarkung Trudering
| Lage                 | Objekt | Akten-Nr.     | Bild |
| -------------------- | --- | ------------- | ---- |
| Trudering (Standort) | Körpergräber der mittleren Latènezeit. | D-1-7835-0081 |      |
| Trudering (Standort) | Körpergräber vor- und frühgeschichtlicher Zeitstellung. | D-1-7835-0084 |      |
| Trudering (Standort) | Körpergräber und Siedlung des Endneolithikums oder der frühen Bronzezeit, Kreisgräben und Brandgräber der späten Bronzezeit und der Urnenfelderzeit, Siedlung und Brandgräber der Urnenfelderzeit und Hallstattzeit sowie Siedlung der Späthallstatt-/Frühlatènezeit. | D-1-7835-0508 |      |
| Trudering (Standort) | Körpergräber der frühen Bronzezeit sowie Siedlung der Bronzezeit, der Urnenfelderzeit und des frühen Mittelalters. | D-1-7835-0509 |      |
| Trudering (Standort) | Siedlung vor- und frühgeschichtlicher Zeitstellung. | D-1-7836-0136 |      |
| Trudering (Standort) | Körpergräber des Endneolithikums (Glockenbecherkultur). | D-1-7836-0137 |      |
| Trudering (Standort) | Körpergräber vor- und frühgeschichtlicher Zeitstellung und Siedlung der römischen Kaiserzeit. | D-1-7836-0206 |      |
| Trudering (Standort) | Körpergräber vor- und frühgeschichtlicher Zeitstellung. | D-1-7836-0208 |      |
| Trudering (Standort) | Reihengräberfeld des frühen Mittelalters und Siedlung vorgeschichtlicher Zeitstellung. | D-1-7836-0214 |      |
| Trudering (Standort) | Siedlung vorgeschichtlicher Zeitstellung, unter anderem der Bronzezeit und der Hallstattzeit, Brandgräber und verebnete Grabhügel mit Bestattungen der Hallstattzeit sowie Körpergräber der frühen und mittleren Latènezeit.                                          | D-1-7836-0215 |      |
| Trudering (Standort) | Siedlung vor- und frühgeschichtlicher Zeitstellung. | D-1-7836-0216 |      |
| Trudering (Standort) | Siedlung vor- und frühgeschichtlicher Zeitstellung. | D-1-7836-0217 |      |
| Trudering (Standort) | Verebnete Grabhügel mit Bestattungen der Hallstattzeit. | D-1-7836-0413 |      |
| Trudering (Standort) | Siedlung der Bronzezeit. | D-1-7836-0414 |      |
| Trudering (Standort) | Siedlung der Latènezeit und der späten römischen Kaiserzeit sowie Körpergräber der mittleren Bronzezeit, Brand- und Körpergräber der Urnenfelderzeit und der frühen Hallstattzeit, Körpergräber der Latènezeit sowie Körpergräber des frühen Mittelalters.            | D-1-7836-0426 |      |
| Trudering (Standort) | Untertägige mittelalterliche und frühneuzeitliche Befunde im Bereich der katholischen Pfarrkirche St. Peter und Paul von Kirchtrudering und ihrer Vorgängerbauten. | D-1-7836-0491 |      |
| Trudering (Standort) | Untertägige mittelalterliche und frühneuzeitliche Befunde im Bereich der Katholischen Filialkirche St. Martin in Riem und ihrer Vorgängerbauten. | D-1-7836-0494 |      |
| Trudering (Standort) | Siedlung vorgeschichtlicher Zeitstellung und Körpergräber der späten römischen Kaiserzeit. | D-1-7836-0521 |      |
| Trudering (Standort) | Siedlung der Karolingerzeit. | D-1-7836-0557 |      |

### Bodendenkmäler in der Gemarkung Unterbiberg
| Lage                   | Objekt | Akten-Nr.     | Bild                       |
| ---------------------- | --- | ------------- | -------------------------- |
| Unterbiberg (Standort) | Körpergräber des Endneolithikums (Glockenbecherkultur), Siedlung und Brandgräber der Hallstattzeit, Siedlung und Körpergräber der späten römischen Kaiserzeit sowie Körpergräber des frühen Mittelalters. | D-1-7935-0084 | Bodendenkmal D-1-7935-0084 |
| Unterbiberg (Standort) | Siedlung vor- und frühgeschichtlicher Zeitstellung. | D-1-7935-0088 |                            |

### Bodendenkmäler in der Gemarkung Untermenzing
| Lage                    | Objekt | Akten-Nr.     | Bild |
| ----------------------- | --- | ------------- | ---- |
| Untermenzing (Standort) | Siedlung und verebnete Grabhügel mit Kreisgräben vor- und frühgeschichtlicher Zeitstellung.                                                           | D-1-7834-0085 |      |
| Untermenzing (Standort) | Siedlung vor- und frühgeschichtlicher Zeitstellung.                                                                                                   | D-1-7834-0086 |      |
| Untermenzing (Standort) | Grabhügel mit Bestattungen der Bronzezeit. | D-1-7834-0103 |      |
| Untermenzing (Standort) | Siedlung vor- und frühgeschichtlicher Zeitstellung.                                                                                                   | D-1-7834-0121 |      |
| Untermenzing (Standort) | Siedlung vor- und frühgeschichtlicher Zeitstellung.                                                                                                   | D-1-7834-0123 |      |
| Untermenzing (Standort) | Siedlung vor- und frühgeschichtlicher Zeitstellung.                                                                                                   | D-1-7834-0128 |      |
| Untermenzing (Standort) | Verebnete Grabhügel vorgeschichtlicher Zeitstellung.                                                                                                  | D-1-7834-0136 |      |
| Untermenzing (Standort) | Brandgräber der frühen Urnenfelderzeit. | D-1-7834-0160 |      |
| Untermenzing (Standort) | Körpergräber des frühen Mittelalters. | D-1-7834-0161 |      |
| Untermenzing (Standort) | Untertägige mittelalterliche und frühneuzeitliche Befunde im Bereich der Katholischen Pfarrkirche St. Martin in Untermenzing und ihres Vorgängerbaus. | D-1-7834-0343 |      |
| Untermenzing (Standort) | Siedlung vor- und frühgeschichtlicher Zeitstellung.                                                                                                   | D-1-7834-0384 |      |